# Шоноша (присілок)
Шоноша (рос. Шоноша) — присілок в Вельському районі Архангельської області Російської Федерації.
Населення становить 17 осіб. Входить до складу муніципального утворення Усть-Шоношське муніципальне утворення.

## Історія
Від 1937 року належить до Архангельської області.
Від 2004 року належить до муніципального утворення Усть-Шоношське муніципальне утворення.

## Населення
| 2002 | 2010 | 2012 | 2014 |
| ---- | ---- | ---- | ---- |
| 33   | ↘18  | ↘17  | →17  |